# Osman Pașa
Osman Nuri Pașa (turcă otomană: عثمان نوری پاشا‎‎; n. 1832, Tokat, Imperiul Otoman - d. 5 aprilie 1900, Constantinopol/Istanbul, Imperiul Otoman) a fost un feldmareșal otoman (pașă). Este unul dintre luptătorii implicați în Asediul Plevnei din cadrul Războiului Ruso-Româno-Turc (1877–1878). În cele din urmă, refugiat într-o moară, Osman a primit delegația condusă de colonelul român Mihail Cerchez și a acceptat condițiile de capitulare oferite de aceasta. Deși a eșuat în a apăra orașul fortificat Plevna, a fost recompensat ulterior cu titlul de Ghazi (erou al veteranilor).
Osman a mai primit Mecidiye Nișanı (Ordinul Medjidie) și İmtiyaz Madalyası (Medalia İmtiyaz) - unele dintre cele mai importante distincții militare otomane pentru cavalerism.

## Legături externe
- Baumann, Robert F. "Leadership at Plevna, 11-12 September 1877" Studies In Battle Command U.S. Army Command and General Staff College, Fort Leavenworth, KS Arhivat în 1 ianuarie 2007, la Wayback Machine.;
- Osman Nuri Pasa "Otoman" 1832 Turcia Arhivat în 28 octombrie 2021, la Wayback Machine.
- The anthem of Ghazi Osman Pacha by the Ottoman Mehteran Arhivat în 25 septembrie 2008, la Wayback Machine.